# Cornelia Barth
Cornelia Barth (* 18. Juli 1958 in Remscheid) ist eine deutsche Politikerin (BSW, zuvor Die Linke). Sie war von 2007 bis 2013 sowie von 2017 bis 2022 Landesvorsitzende der Linken Bremen.

## Leben

### Ausbildung und Beruf
Cornelia Barth wuchs in einer Kleinstadt in der Nähe von Wuppertal auf und absolvierte nach ihrem Fachabitur eine Ausbildung zur Krankenschwester. Nach ihrer Ausbildung arbeitete sie seit 1981 in der Psychiatrie und der häuslichen Krankenpflege. Im Jahr 1986 zog sie nach Bremen und studierte Soziale Arbeit und Sozialpädagogik. Ihr Anerkennungsjahr zur staatlich anerkannten Sozialarbeiterin absolvierte sie anschließend in der Gerichts- und Bewährungshilfe. Seit 1992 arbeitete sie in unterschiedlichen Bereichen der Drogenhilfe als Sozialarbeiterin. Seit 2005 war Barth Mitglied im Betriebsrat und die Betriebsratsvorsitzende.

### Politik
Cornelia Barth war von 2007 bis 2013 und von 2017 bis 2022 Landesvorsitzende des Bremer Landesverbandes. Zudem ist sie Mitglied der GEW und seit 2012 im Stadtverbandsvorstand. Ihre Arbeitsschwerpunkte liegen in der Gesundheits- und Sozialpolitik und im Bereich Inneres und Justiz.
Im Januar 2024 trat sie aus der Partei Die Linke aus und der Partei Bündnis Sahra Wagenknecht – Vernunft und Gerechtigkeit bei. Bei der Europawahl 2024 zog sie mit Listenplatz 17 nicht ein.